# Lallerstedt
Lallerstedt är ett efternamn som burits av en svensk släkt med anor från Lalleryd, Järstorps socken, nuvarande Jönköpings kommun.
Släkten härstammar från trumpetaren Lars Lallerstedt  (1702–1769), Östra Tollstads socken, nuvarande Mjölby kommun,  som jämte en bror var den förste med namnet. Från sonsonen godsägaren och krigskommissarien Ernst Gustaf Lallerstedt (1787–1851) härstammar de biograferade. 
Den senare kände donatorn Jacob Letterstedt (1796–1862), som var bror till denne,  ändrade sitt namn i samband med att han 1819 rymde från sina fordringsägare i Sverige.
Den 31 december 2018 var 33 personer med efternamnet Lallerstedt folkbokförda i Sverige. Ingen i Sverige har namnet Letterstedt.

## Personer med efternamnet Lallerstedt
- Anna Lallerstedt (född 1977), krögare
- Carl Lallerstedt (1853–1939), företagare
- Erik Lallerstedt, flera personer
  - Erik Lallerstedt (arkitekt) (1864–1955)
  - Erik Lallerstedt (kock) (född 1946), kock och krögare
- Gustaf Lallerstedt (1816–1864), tidningsman och politiker
- Jakob Henning Lallerstedt (1848–1905), godsägare och politiker
- Lars Lallerstedt (född 1938), formgivare och industridesigner
- Lars-Erik Lallerstedt (1910–1978), arkitekt

## Släkttavla (urval)
- Erik Gustaf Lallerstedt (1787-1851), krigskommissarie och godsägare[1]
  - Gustaf Lallerstedt (1816–1864), tidningsman och politiker
  - Erik Ernst Lallerstedt (1831-1890), godsägare[3][4]
    - Carl Lallerstedt (1853–1939), företagare
    - Erik Lallerstedt (arkitekt) (1864–1955)
      - Lars-Erik Lallerstedt (1910–1978), arkitekt
        - Lars Lallerstedt (född 1938), formgivare och industridesigner
        - Erik Lallerstedt (kock) (född 1946), kock och krögare
          - Anna Lallerstedt (född 1977), krögare